# Малоглушанська сільська рада
Малоглушанська сільська́ ра́да — адміністративно-територіальна одиниця та орган місцевого самоврядування в Любешівському районі Волинської області. Адміністративний центр — село Мала Глуша.

## Загальні відомості
Малоглушанська сільська рада утворена в 1939 році.
- Територія ради: 87,52 км²
- Населення ради: 1630 осіб (станом на 2001 рік)
- Територією ради протікає річка Сліпа Турія

## Населені пункти
Сільській раді підпорядковані населені пункти:
- с. Мала Глуша
- с. Каливиця

## Склад ради
Рада складається з 12 депутатів та голови.

### Керівний склад попередніх скликань
| Прізвище, ім'я, по батькові | Основні відомості                                                                                    | Дата обрання | Дата звільнення |
| --------------------------- | --- | ------------ | --------------- |
| Віліч Микола Михайлович     | Сільський голова, 1959 року народження, безпартійний                                                 | 26.03.2006   | 31.10.2010      |
| Губчик Любов Степанівна     | Сільський голова, 1964 року народження, освіта середня спеціальна, член Комуністичної партії України | 31.10.2010   | 25.10.2015      |
| Віліч Микола Михайлович     | Сільський голова, 1959 року народження, освіта вища, безпартійний                                    | 25.10.2015   |                 |

Примітка: таблиця складена за даними сайту Верховної Ради України та ЦВК

### Депутати VII скликання
За результатами місцевих виборів 2015 року депутатами ради стали:

#### За суб'єктами висування
| Суб'єкт висування | Кількість обраних депутатів | %      |
| ----------------- | --------------------------- | ------ |
| Самовисування     | 12                          | 100.00 |

#### За округами
| № округу | Прізвище, ім'я, по батькові       | Ким висунуто  | Дата нар.  | Освіта           | Партійна приналежність | Відомості                                       |
| -------- | --------------------------------- | ------------- | ---------- | ---------------- | ---------------------- | ----------------------------------------------- |
| 1        | Віліч Сергій Павлович             | Самовисування | 21.01.1974 | загальна середня | безпартійний           | Відділення зв'язку, листоноша                   |
| 2        | Кошель Михайло Порфирійович       | Самовисування | 11.01.1959 | загальна середня | безпартійний           | Тимчасово не працює                             |
| 3        | Лахай Жанна В'ячеславівна         | Самовисування | 18.11.1962 | загальна середня | безпартійна            | Малоглушанська сільська рада, секретар          |
| 4        | Лахай Микола Павлович             | Самовисування | 16.12.1971 | загальна середня | безпартійний           | Малоглушанський ДНЗ «Казка», кочегар            |
| 5        | Лахай Оксана Василівна            | Самовисування | 24.05.1983 | загальна середня | безпартійна            | Тимчасово не працює                             |
| 6        | Маковський Геннадій Олександрович | Самовисування | 04.05.1982 | вища             | безпартійний           | Малоглушанська ЗОШ I—II ст., вчитель            |
| 7        | Румін Жанна Федорівна             | Самовисування | 10.02.1970 | вища             | безпартійна            | Малоглушанська сільська рада, бухгалтер         |
| 8        | Румін Віталій Борисович           | Самовисування | 30.01.1976 | загальна середня | безпартійний           | Тимчасово не працює                             |
| 9        | Труш Світлана Михайлівна          | Самовисування | 30.12.1985 | загальна середня | безпартійна            | Тимчасово не працює                             |
| 10       | Фурдик Валерій Павлович           | Самовисування | 23.01.1970 | вища             | безпартійний           | Тимчасово не працює                             |
| 11       | Херло Валентина Яківна            | Самовисування | 20.05.1969 | загальна середня | безпартійна            | Тимчасово не працює                             |
| 12       | Шевчик Олена Петрівна             | Самовисування | 24.01.1987 | вища             | безпартійна            | Малоглушанська ЗОШ I—II ст., соціальний педагог |

## Населення
Згідно з переписом УРСР 1989 року чисельність наявного населення сільської ради становила 2383 особи, з яких 1179 чоловіків та 1204 жінки.
За переписом населення України 2001 року в сільській раді мешкало 1545 осіб.

### Мова
Розподіл населення за рідною мовою за даними перепису 2001 року:
| Мова       | Відсоток |
| ---------- | -------- |
| українська | 99,33 %  |
| російська  | 0,49 %   |